# Râul Ionaș
Râul Ionaș este un curs de apă, afluent al râului Cheia. 